# 閻鶴祥
閻鶴祥（1981年9月14日—），本名閻鑫，藝名鶴祥。毕业于北京工業大學。

## 经历
閻鶴祥於2006年入科，2009年6月13日，拜師隨“鶴”字科第一批拜師成為“頭鶴”成員，現為德云四队隊長，搭檔是郭麒麟。德雲書館隊長，西河門藝名：閻景俞，評書演員。
- 2000年 阎鹤祥考入北京工业大学攻读通信工程专业，毕业后，在中国移动做工程师。
- 2007年 开始在德云社剧场演出。
- 2008年 他作为网络工程师参加了北京奥运会的筹备工作。
- 2018年 7月 8日 赴日本东京参加“德云社全球巡演东京站”演出。[3]
- 2019年 8月 与搭档郭麒麟举办相声专场。

## 演出相關

#### 電影
| 上映年份 | 片名                     | 角色     | 備註 |
| 2017年   | 《相聲大電影之我要幸福》 | 小販     |      |
| 2018年   | 《祖宗十九代》           | 四大名捕 |      |

#### 電視劇
| 首播年份 | 片名       | 角色   | 備註 |
| 2019年   | 《慶餘年》 | 說書人 |      |

#### 網路劇
| 首播年份 | 播出平台 | 節目名稱     | 角色         | 備註 |
| 2017年   | 搜狐視頻 | 《林子大了》 | 宋寶龍(湯哥) |      |

#### 話劇
| 演出年份 | 劇名       | 角色   | 備註                   |
| 2019年   | 《牛天賜》 | 门墩儿 | 改編自老舍《牛天賜傳》 |
| 2020年   | 《牛天賜》 | 门墩儿 | 改編自老舍《牛天賜傳》 |
| 2021年   | 《牛天賜》 | 门墩儿 | 改編自老舍《牛天賜傳》 |
| 2021年   | 《福壽全》 | 張長福 |                        |

#### 常駐综艺
| 首播日期 | 首播日期         | 電視臺   | 節目名稱             | 備註   |
| 2011年   | 2011年           | 遼寧衛視 | 《有話好好說》       |        |
| 2017年   | 1月8日           | 東方衛視 | 《歡樂喜劇人》       |        |
| 2020年   | 1月31日-4月5日   | 浙江衛視 | 《飛馳的尾箱》       |        |
| 2020年   | 8月27日-10月30日 | 騰訊視頻 | 《德云鬥笑社第一季》 | 说书人 |
| 2021年   | 1月31日-4月5日   | 浙江衛視 | 《吐槽大會第五季》   |        |
| 2021年   | 1月31日-4月18日  | 浙江衛視 | 《万里走单骑》       |        |
| 2021年   | 8月20日-10月24日 | 騰訊視頻 | 《德云鬥笑社第二季》 |        |

## 外部連結
- 閻鶴祥的新浪微博

| 从师   | 辈分   | 收徒 |
| 郭德綱 | 第九代 | —    |